# Mingyu
Kim Min-gyu (en hangul: 김민규; Ciudad de Anyang, Provincia de Gyeonggi, 6 de abril de 1997), simplemente conocido como Mingyu, es un rapero, cantante, modelo, bailarín, letrista y presentador surcoreano, integrante del grupo de chicos Seventeen, formado por la agencia Pledis Entertainment.
Se mudó a Seúl luego de ser admitido como aprendiz en Pledis Entertainment durante el año 2011, y debutó como integrante de Seventeen el 26 de mayo del 2015.
Forma parte de la unidad de hip-hop, cumpliendo con la posición de rapero principal, vocalista y bailarín del grupo.

## Biografía
Mingyu nació el 6 de abril de 1997 en Anyang, ciudad ubicada en la provincia de Gyeonggi en Corea del Sur. Su familia está formada por su padre, madre y una hermana cuatro años menor.
Fue criado y creció en su ciudad natal donde concluyó su educación primaria en la escuela Anyang Buan y educación media en la escuela Burim. Cursó sus estudios secundarios en Seoul Broadcasting High School, un colegio técnico especializado en radiodifusión y artes gráficas ubicado en Seúl, del cual se graduó en febrero de 2016 junto a su compañero de grupo Seungkwan, meses después de su debut como integrante de Seventeen.

## Carrera

### Predebut
Fue seleccionado en la calle por el personal de Pledis Entertainment cerca de su escuela, Burim Middle School, cuando estaba en segundo grado. Mingyu, quien le creyó al personal de Pledis que le dijo que viniera sin ningún plan, asistió a la audición en jeans y chancletas, avergonzado por la repentina demanda de cantar, audicionó aplaudiendo y cantando el himno nacional de Corea del Sur. Pasó inesperadamente la audición y se unió a Pledis Entertainment en octubre de 2011. Cuando preguntó por qué había sido seleccionado el CEO de Pledis dijo que fue por su gran aparencia.
Antes de su debut, hizo varias apariciones en videos musicales y stages de compañeros de agencia como 'Face' de NU'EST (aparición en video musical), 'Midsummer Sweet Dream' de SanE & Raina (bailarín de fondo), y 'My Copycat' de Orange Caramel (aparición en video musical y bailarín de fondo).

### Miembro de Seventeen
Luego de 4 años de entrenamiento debutó el 26 de mayo del año 2015 en Seventeen, con su primer miniálbum 17 Carat, formando parte de la unidad de hip hop junto a S.coups, Wonwoo y Vernon. 
Ha participado en varios colaboraciones de stages, en el año 2016 junto a Jun realizó una colaboración con Baek Ji Young de la canción "My Ear's Candy" en el Thank You Festival.  Ese mismo año también participó en el stage especial de KBS Song Festival junto a la 97-line. En el 2018 estuvo en un stage especial junto a Hoshi y miembros de Monsta X y Wanna One en el SBS Gayo Daejeon  y en el 2019 en el KBS Song Festival realizó una presentación con Yugyeom y Shownu.
Mingyu ha demostrado sus múltiples habilidades dentro de su grupo Seventeen, como por ejemplo la creación, dirección y edición del video musical de la canción "Snap Shoot", también fue el creador, editor en jefe y fotógrafo de la revista autoproducida por los miembros de Seventeen,"SEVENTEEN GOING Magazine"
El 28 de mayo del 2021 lanzó un digital single junto a su compañero de grupo Wonwoo en colaboración con Lee Hi llamado "Bitterswet".

## Discografía

### Créditos
Como parte de la unidad de Hip Hop, Mingyu participa activamente en la creación de rap y en la escritura de las letras de canciones de SEVENTEEN, su número de referencia en la Korean Music Copyright Association (KOMCA) es 10009931.
| Canción                                          | Año  | Álbum                         | Artista(s)              | Letra      |
| Canción                                          | Año  | Álbum                         | Artista(s)              | Acreditado |
| ------------------------------------------------ | ---- | ----------------------------- | ----------------------- | ---------- |
| "Ah Yeah"                                        | 2015 | 17 Carat                      | Seventeen               | Sí         |
| "Fronting"                                       | 2015 | Boys Be                       | Seventeen               | Sí         |
| "Mansae"                                         | 2015 | Boys Be                       | Seventeen               | Sí         |
| "Chuck"                                          | 2016 | Love & Letter                 | Seventeen               | Sí         |
| "Hit song"                                       | 2016 | Love & Letter                 | Seventeen               | Sí         |
| "Drift Away"                                     | 2016 | Love & Letter                 | Seventeen               | Sí         |
| "Monday To Saturday (Hiphop Team Ver.) (Mansae)" | 2016 | Love & Letter                 | Seventeen               | Sí         |
| "Love Letter"                                    | 2016 | Love & Letter                 | Seventeen               | Sí         |
| "Healing"                                        | 2016 | Love & Letter Repackage Album | Seventeen               | Sí         |
| "Space"                                          | 2016 | Love & Letter Repackage Album | Seventeen               | Sí         |
| "Beautiful"                                      | 2016 | Going Seventeen               | Seventeen               | Sí         |
| "BOOMBOOM"                                       | 2016 | Going Seventeen               | Seventeen               | Sí         |
| "Lean On Me"                                     | 2016 | Going Seventeen               | Seventeen               | Sí         |
| "IF I"                                           | 2017 | Al1                           | Seventeen               | Sí         |
| "Crazy in love"                                  | 2017 | Al1                           | Seventeen               | Sí         |
| "Check-In"                                       | 2017 | Al1                           | Seventeen               | Sí         |
| "Without you"                                    | 2017 | Teen, Age                     | Seventeen               | Sí         |
| "박수(CLAP)"                                     | 2017 | Teen, Age                     | Seventeen               | Sí         |
| "Trauma"                                         | 2017 | Teen, Age                     | Seventeen               | Sí         |
| "Hello"                                          | 2017 | Teen, Age                     | Seventeen               | Sí         |
| "Campfire"                                       | 2017 | Teen, Age                     | Seventeen               | Sí         |
| "Thinkin’ About You"                             | 2018 | Director's Cut                | Seventeen               | Sí         |
| "Love Letter (Japanese Ver.)"                    | 2018 | We Make You                   | Seventeen               | Sí         |
| "Lean On Me (Japanese Ver.)                      | 2018 | We Make You                   | Seventeen               | Sí         |
| "What’s Good"                                    | 2018 | You Make My Day               | Seventeen               | Sí         |
| "Our Dawn Is Hotter Than Day"                    | 2018 | You Make My Day               | Seventeen               | Sí         |
| "9-TEEN"                                         | 2019 | A -TEEN 2 OST Part 2          | Seventeen               | Sí         |
| "Chilli"                                         | 2019 | You Make My Dawn              | Seventeen               | Sí         |
| "Back It Up"                                     | 2019 | An Ode                        | Seventeen               | Sí         |
| "Let me hear you say"                            | 2019 | An Ode                        | Seventeen               | Sí         |
| "Lucky"                                          | 2019 | An Ode                        | Seventeen               | Sí         |
| "Lie Again"                                      | 2019 | An Ode                        | Seventeen               | Sí         |
| "Snap Shoot"                                     | 2019 | An Ode                        | Seventeen               | Sí         |
| "Together"                                       | 2020 | Heng:garæ                     | Seventeen               | Sí         |
| "Hey Buddy"                                      | 2020 | Semicolon                     | Seventeen               | Sí         |
| "Bittersweet"                                    | 2021 | Bittersweet                   | WONWOO X MINGYU         | Sí         |
| "GAM3 BO1"                                       | 2021 | Your Choice                   | Seventeen               | Sí         |
| "Heaven's Cloud"                                 | 2021 | Your Choice                   | Seventeen               | Sí         |
| "Ready To Love"                                  | 2021 | Your Choice                   | Seventeen               | Sí         |
| "I can't run away"                               | 2021 | Attacca                       | Seventeen               | Sí         |
| "Domino"                                         | 2022 | Face The Sun                  | Seventeen               | Sí         |
| "Fire"                                           | 2023 | FML                           | Seventeen               | Sí         |
| "God of Music"                                   | 2023 | Seventeenth Heaven            | Seventeen               | Sí         |
| "Monster"                                        | 2023 | Seventeenth Heaven            | Seventeen               | Sí         |
| "God of Light Music"                             | 2023 | Re-mix sencillo               | Seventeen               | Sí         |
| "LALALI"                                         | 2024 | 17 Is Right Here              | Seventeen               | Sí         |
| "Water"                                          | 2024 | Spill The Feels               | Seventeen               | Sí         |
| "Shake If Off"                                   | 2025 | Happy Burstday                | Seventeen (Mingyu solo) | Sí         |

## Actividades en Solitario

### Shows de variedades y participación como MC
Mingyu ha sido invitado a participar en solitario a shows de variedades coreanos, tales como Master Key donde ha demostrado sus habilidades deportivas en atletismo y hockey sobre hielo.
Fue parte de la edición de Law of the Jungle, un show de la cadena surcoreana SBS, en su edición en la Isla de Komodo.
Mingyu, también fue invitado al programa culinario “Baek Jong-won’s Three Great Kings” de la cadena televisiva SBS
Además en 2017, Mingyu fue parte de los MC's elegidos para la ceremonia de KBS Song Festival.
Fue MC juntó a Irene de Red Velvet en SBS Super Concert en Taipéi el año 2018.
En el año 2018 fue elegido para ser MC del programa semanal musical Inkigayo junto a Song Kang y Jung Chaeyeon. En el 2019 condujo el programa junto a Shin Eun Soo y finalmente el 6 de octubre de ese mismo año dejó de ser MC, durando 1 año y 7 meses, convirtiéndose en uno de los animadores que más tiempo duró en Inkigayo.

### Actuación, Modelaje y Revistas
Mingyu tuvo su debut como actor en una sitcom tailandesa  ‘Luang-ta Maha-chon’, interpretándose a él mismo.
En 2017, Mingyu participó en la semana de la moda de Seúl (Seoul's fashion week)y fue seleccionado entre los 100 rostros más bellos del 2017 por TC Candler.
En el año 2019 participó por primera vez como portada en solitario para la revista DAZED Corea: March Issue, y en abril de ese mismo año posó para la portada de la revista L'Officiel Hommes YK Edition. 
En el 2021 fue parte del cover de la revista 1st LOOK Vol.225 en septiembre, más tarde colaboró con Omega para la edición de diciembre en GQ Corea. 
En febrero del 2022 colaboró para la revista Arena Homme+ nuevamente con Omega. En marzo  participó en la edición de WAVES revista china. En octubre del mismo año en conjunto con Louis Vuitton, estuvo en la portada de la revista ELLE Corea, y en noviembre tuvo una colaboración con Cartier en la portada de DAZED Corea. 
En el año 2023 asistió junto a su compañero de Seventeen, Joshua, al Fashion Show de Marni en Tokio. 
En marzo de ese mismo año fue portada de la revista MEN Noblesse junto a la marca Louis Vuitton. Participó en la edición primavera en el cover de L'Officiel Hommes Philippines nuevamente posando con Louis Vuitton . En mayo fue invitado al Pre-Fall Show de Louis Vuitton en Seúl. Y en diciembre en colaboración con Bulgari fue portada de la revista Cosmopolitan Corea.
En el 2024 formó parte de la edición marzo junto a Bulgari para la revista Arena Homme+, también en febrero fue invitado a su primera Fashion Week en París, por la marca de moda Dior, donde tuvo una entrevista con la revista Vogue. En marzo fue la portada de la revista Esquire Hong Kong con la marca Dior. 
En agosto fue portada de la revista de moda japonesa "anan", posando con las marcas de lujo Dior y Bvlgari.También formo parte de una de las portadas de la revista de moda británica "Perfect" junto a famosos como Rihanna, Marc Jacobs y Venus Williams.
Fue portada de la revista Esquire Korea en su edición de diciembre junto a Dior. En julio del 2025 en su rol de embajador de Calvin Klein apareció en la portada de la revista ELLE Japan.

### Embajador
El 27 de febrero del 2023, Mingyu se convirtió en embajador global de la marca surcoreana de cuidados para la piel INNISFREE.
En febrero del 2024, se reveló que Mingyu sería modelo oficial para la nueva campaña de la marca Calvin Klein.
El 18 de marzo de 2024, Mingyu fue elegido para ser el primer embajador oficial local de Corea del Sur para la marca de joyería Bvlgari .En Mayo fue nombrado embajador global de marca de productos para el cabello UNOVE, y también ese mismo mes fue elegido para ser el primer embajador de Asia para la marca francesa L'Occitane.
En junio de 2024, asistió a la inauguración de la nueva tienda insignia mundial de la marca de moda estadounidense Calvin Klein en París. El 16 de agosto de 2024, Mingyu se convirtió en modelo de la campaña otoño 2024 de Calvin Klein, con fotos tomadas por el fotógrafo de moda Park Jong Ha.
En agosto de 2024, la casa de moda de lujo francesa Dior reveló que Mingyu era el nuevo embajador de la marca. 
Desde el año 2025, Mingyu fue nombrado embajador de Asia para la marca de barra de chocolates Snickers. 

## Filmografía

### Apariciones en programas
| Año  | Programa              | Notas                                       |
| ---- | --------------------- | ------------------------------------------- |
| 2022 | Amazing Saturday      | (Ep. 212) - invitado junto a Seungkwan y DK |
| 2021 | Amazing Saturday      | (Ep. 182) - invitado junto a Seungkwan      |
| 2020 | Running Man           | (Ep. 529) - invitado junto a Hoshi          |
| 2020 | Running Man           | (Ep. 502)                                   |
| 2019 | Running Man           | (Ep. 448) - invitado junto a Seungkwan      |
| 2019 | Nephew TV in my hands | - invitado junto a Jeonghan                 |
| 2019 | The Manager           | (Ep. 42) - invitado junto a Seungkwan       |
| 2019 | Happy Together        | (Ep. 16)                                    |
| 2018 | Battle Trip           | (Ep. 78) - participó junto a Seungkwan      |
| 2017 | Law of the Jungle     | (Ep.274)                                    |